# Aedes bieristatus
Aedes bieristatus é um espécie de mosquito do género Aedes, pertencente à família Culicidae.